# Єлховка (Лисковський район)
Єлховка (рос. Елховка) — село в Лисковському районі Нижньогородської області Російської Федерації.
Населення становить 152 особи. Входить до складу муніципального утворення Берендеєвська сільрада.

## Історія
Від 2009 року входить до складу муніципального утворення Берендеєвська сільрада.

## Населення
| 2002 | 2010 |
| ---- | ---- |
| 256  | ↘152 |